# 路易吉·波吉
路易吉·波吉（義大利語：Luigi Poggi，1906年3月11日—1972年4月19日），意大利男子帆船运动员。他曾代表意大利参加1936年和1948年夏季奥林匹克运动会帆船比赛，其中1936年奥运会获得一枚金牌。